# 花瓶嶼

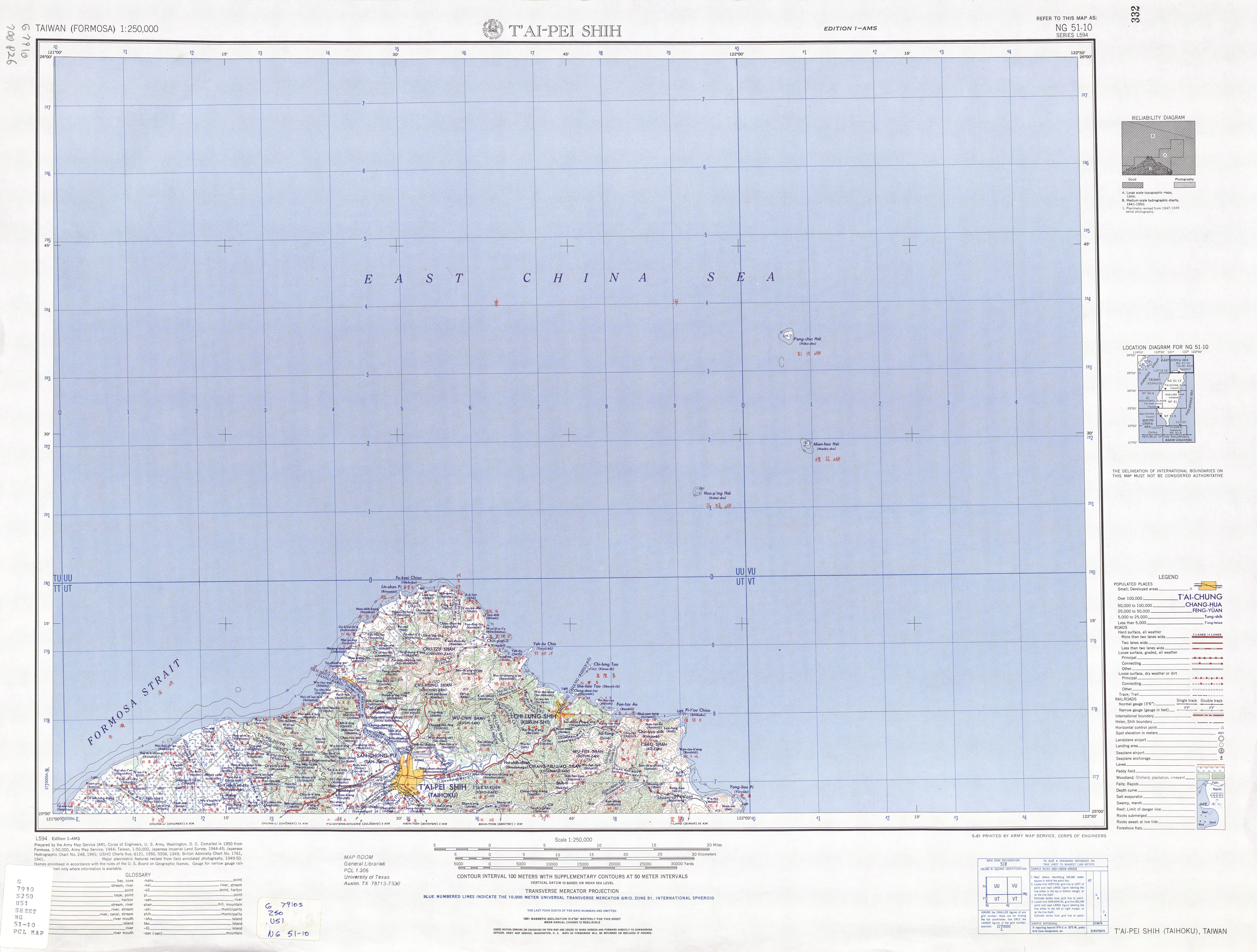
台灣北方三島地圖

花瓶嶼，俗稱花嶼或扛轎嶼，為台灣的附屬島嶼之一。與棉花嶼、彭佳嶼合稱北方三島。
花瓶嶼的形成是由火山運動所造成的，由一小島與若干岩礁所組成，地形成鋸齒狀。海洋國家公園管理處計畫把花瓶嶼、棉花嶼和彭佳嶼這塊海域劃為海洋國家公園。

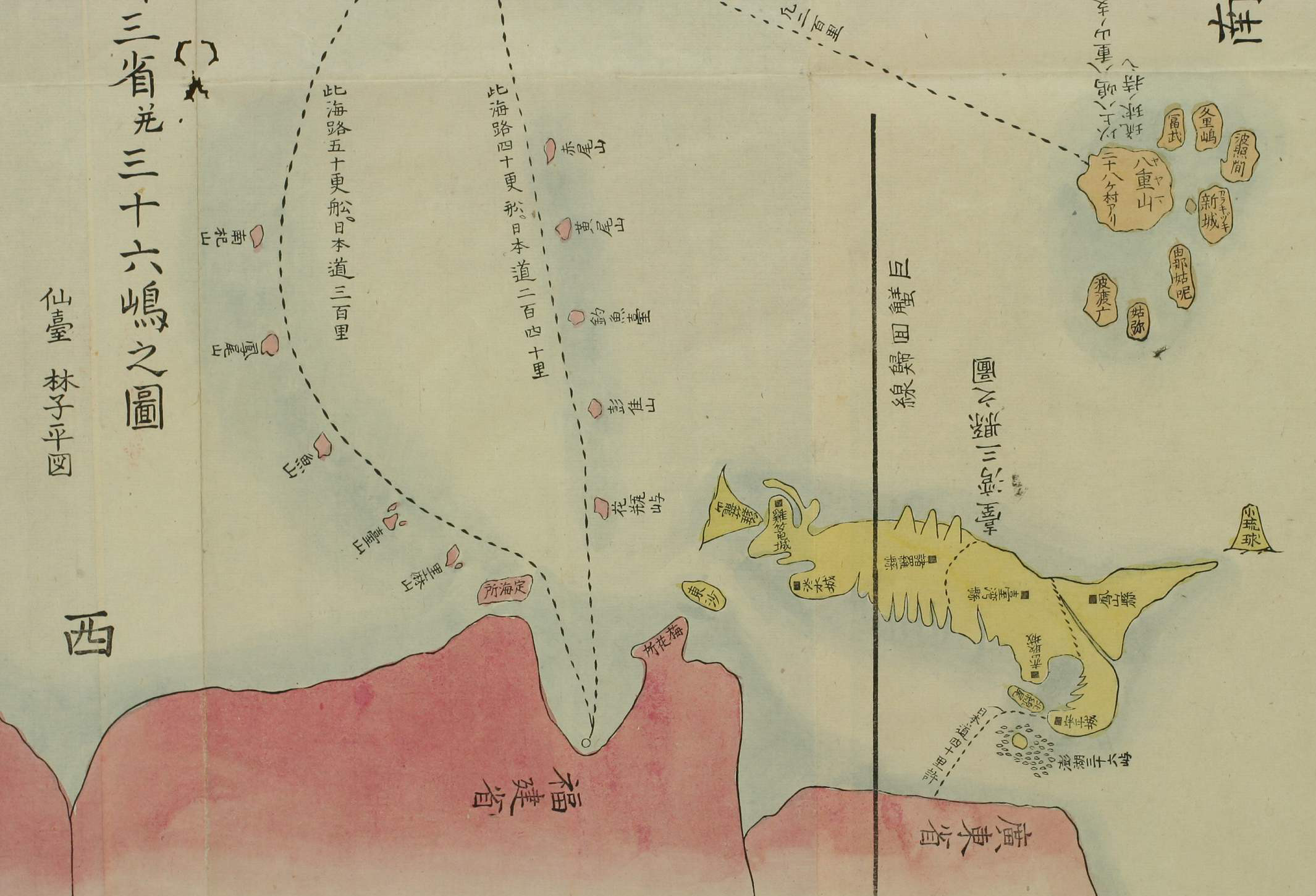
林子平所撰寫的《三國通覽圖說》之《琉球國全圖》，花瓶嶼被稱作花瓶屿。

## 地理位置
花瓶嶼距離基隆東北方約32公里處海域，航程約1.6小時。位於東經121.56度，北緯25.24度，與棉花嶼相去不遠；面積約3.04公頃（0.0308平方公里），主島東西長不超過176公尺，寬約80公尺，最高點海拔為48公尺。為北方三島中最小的島嶼。

## 地理現況
花瓶嶼由於周圍為岩石地形而無法登陸，故無人居住。從國民政府時期開始，花瓶嶼亦被列為軍事管制區。目前花瓶嶼及棉花嶼已被基隆市政府公告為野生動物保護區。
2016年10月27日，發現島中間有崩裂痕跡。後在2018年7月31日，島中間因受到瑪莉亞颱風過境的影響，垮下一大片，崩裂成U型；背面原本像單峰駱駝，颱風過後也變成「雙峰」，外貌徹底改觀，未來甚至可能會一分為二，變成兩座小島。

## 外部連結
- 花瓶嶼（基隆市觀光旅遊服務資訊網）
- 2018 8 8台語i會通.風颱掃過! 基隆"花矸嶼"單峰變雙峰駱駝 （页面存档备份，存于） （閩南文）